# Николай (Дросос)
Митрополи́т Никола́й (греч. Μητροπολίτης Νικόλαος Δρόσος в миру Никола́й Дро́сос греч. Νικόλαος Δρόσος; 1929, Тира — 15 января 2019, Дафни, Греция) — епископ Элладской православной церкви, митрополит Карпенисийский (1979—2016).

## Биография
Родился в 1929 году в городе Тира, на одноимённом острове.
В 1956 году окончил богословский институт Афинского университета.
16 ноября 1958 года был хиротонисан в сан диакона, а 1 января 1959 года — в сан пресвитера. Служил проповедником и катехизатором в городе Сервья в номе Козани).
28 января 1979 года был рукоположен в сан епископа и назначен на новоучреждённую Карпенисийскую митрополию.
3 февраля 2016 года подал в отставку по причине старости.
Скончался 15 января 2019 года. Отпевание было совершено 17 января в Свято-Троицком соборе Карпенисиона.